# Anne-Marie Étienne
Pour les articles homonymes, voir Étienne.
Anne-Marie Étienne, née à Bruxelles, est une actrice, autrice de théâtre, scénariste et réalisatrice belge.

## Biographie
Anne-Marie Étienne a été mariée avec le comédien Philippe Torreton, qui a joué dans sa pièce On ne refait pas l’avenir.

## Filmographie

### Cinéma

#### Actrice
- 1980 : Médecins de nuit de Jacques Tréfouël, épisode : L'entrepôt (série télévisée)
- 1982 : Family Rock de José Pinheiro
- 1983 : Les Enquêtes du commissaire Maigret, épisode : La Tête d'un homme de Louis Grospierre
- 1987 : Autour de minuit de Bertrand Tavernier
- 1988 : Une affaire de femmes de Claude Chabrol : Renée
- 1988 : Bonjour l'angoisse de Pierre Tchernia : la secrétaire

#### Scénariste
- 1990 : Un été après l’autre (ou Impasse de la vignette) d'Anne-Marie Étienne
- 1990 : Un week-end sur deux de Nicole Garcia
- 1995 : Dans la Cour des grands de Florence Strauss
- 2000 : Tôt ou tard d'Anne-Marie Étienne
- 2007 : Si c'était lui... d'Anne-Marie Étienne
- 2012 : Sous le figuier d'Anne-Marie Étienne

#### Réalisatrice
- 1990 : Un été après l’autre (ou Impasse de la vignette)
- 1994 : Le petit qui attend le facteur
- 2000 : Tôt ou tard
- 2007 : Si c'était lui...
- 2012 : Sous le figuier

## Théâtre

### Comédienne
- 1988 : Mort d'un commis voyageur d'Arthur Miller, mise en scène Marcel Bluwal, théâtre national de l'Odéon, théâtre de Nice

### Autrice
- 1995 : Cette nuit ou jamais, Théâtre du Lucernaire
- 1997 : Une mesure d’avance, Théâtre Saint-Georges
- 2000 : On ne refait pas l’avenir, Théâtre des Bouffes-Parisiens
- 2004 : Quand l’amour s’emmêle, Théâtre du Palais-Royal

### Metteuse en scène
- 2000 : On ne refait pas l'avenir d'Anne-Marie Étienne (Théâtre des Bouffes Parisiens)
- 2004 : Quand l'amour s’emmêle d'Anne-Marie Étienne (Théâtre du Palais Royal)
- 2015 : Les Enfants du silence de Patrik Madoff à la Comédie Française
- 2022 : Mais n'te promène donc pas toute nue ! de Georges Feydeau (Théâtre de Poche Montparnasse)

## Distinctions
- Son 3e film est une comédie romantique : Si c’était lui… avec Carole Bouquet, Marc Lavoine et Florence Foresti, produite par Christine Gozlan. Elle sort en France le 12 décembre 2007 et vaut à Marc Lavoine le Prix d’interprétation au Festival de Cosne-sur-Loire. Il obtient également le Prix du public au même festival ainsi que le Grand Prix du Festival de Sarlat.
- Un été après l'autre (Impasse de la Vignette) qu’elle tourne en 1989 à Bruxelles vaut à son interprète, Annie Cordy, le Prix d’interprétation féminine au festival de Digne. Ce film obtient aussi le Prix du meilleur premier film au festival de La Ciotat.
- Tôt ou tard obtient différentes distinctions en 1999 dont les Prix du festival, Prix d’interprétation et Prix de la meilleure réalisatrice au Festival international des jeunes réalisateurs de Saint-Jean-de-Luz. Prix du public au Festival international du film francophone de Namur.